# Montemurlo
Montemurlo är en ort och kommun i provinsen Prato i regionen Toscana i Italien. Kommunen hade 18 821 invånare (2018).